# Gongping, Chongqing
Gongping (kinesiska: 公平) är en köping i sydvästra Kina. Den ligger i Fengjie härad i storstadsområdet Chongqing,  omkring 310 kilometer nordost om det centrala stadsdistriktet Yuzhong. Antalet invånare är 38 852. Befolkningen består av 19 000 kvinnor och 19 852 män. Barn under 15 år utgör 22,0 %, vuxna 15-64 år 66 %, och äldre över 65 år 11,0 %.